# Episodi di Alice Nevers - Professione giudice (quattordicesima stagione)
La quattordicesima stagione della serie televisiva Alice Nevers - Professione giudice è stata trasmessa su TF1 dal 19 maggio 2016 al 4 maggio 2017. In Italia è andata in onda dal 20 maggio al 17 giugno 2021 su Giallo.
| nº | Titolo originale      | Titolo italiano          | Prima TV Francia | Prima TV Italia |
| -- | --------------------- | ------------------------ | ---------------- | --------------- |
| 1  | Mort pour la France   | Morte per la Francia     | 19 maggio 2016   | 20 maggio 2021  |
| 2  | Survivre              | Sopravvivere             | 19 maggio 2016   | 20 maggio 2021  |
| 3  | Mauvais genre         | Il genere sbagliato      | 26 maggio 2016   | 27 maggio 2021  |
| 4  | Rebelle               | Ribelle                  | 26 maggio 2016   | 27 maggio 2021  |
| 5  | Fight                 | #Combatti!Combatti!      | 2 giugno 2016    | 3 giugno 2021   |
| 6  | Une vie de plus       | Una vita in più          | 2 giugno 2016    | 3 giugno 2021   |
| 7  | Affaires de famille   | Affari di famiglia       | 16 giugno 2016   | 10 giugno 2021  |
| 8  | Dernier recours       | L'ultimo ricorso         | 23 giugno 2016   | 10 giugno 2021  |
| 9  | Ma vie pour la tienne | La mia vita per la tua   | 4 maggio 2017    | 17 giugno 2021  |
| 10 | Une femme d'influence | Una donna che condiziona | 4 maggio 2017    | 17 giugno 2021  |

## Morte per la Francia
- Titolo originale: Mort pour la France
- Diretto da: Akim Isker
- Scritto da: Martin Brossolet e Jeffrey Frohner

### Trama
La morte di Noah Diacoune è uno shock per Alice e Marquand, ma viene loro offerto un solo indizio: un segno inciso sul muro sopra il corpo del loro amico... come un occhio in un triangolo. Infatti, il simbolo degli Illuminati, una setta del XVII secolo di cui tutti i giovani del quartiere sembrano aver paura. Il caso è tanto più preoccupante in quanto è stata Lea Delcourt a trovare il cadavere.

## Sopravvivere
- Titolo originale: Survivre
- Diretto da: Akim Isker
- Scritto da: Martin Brossolet e Jeffrey Frohner

### Trama
Un uomo viene trovato ucciso in un bosco, insieme a dei resti di un incendio e un coniglio macellato, ma la vittima si stava preparando per la fine del mondo mai arrivata. Victor si trova in una situazione delicata: il padre di Alice ha trovato una foto di Chahine con moglie e figlio e gli chiede di informare il giudice.

## Il genere sbagliato
- Titolo originale: Mauvais genre
- Diretto da: Akim Isker
- Scritto da: Martin Brossolet e Jeffrey Frohner

### Trama
Durante una fiera alla scuola del figlio, Alice scopre il cadavere del regista e un bambino, poco distante dal corpo. L'indagine rivela che recentemente nella scuola si erano intensificati i conflitti tra insegnanti e alcuni genitori degli studenti, in guerra contro la teoria del gender.

## Ribelle
- Titolo originale: Rebelle
- Diretto da: Akim Isker
- Scritto da: Martin Brosolet e Jeffrey Frohner

### Trama
Una ragazza viene trovata morta, e i suoi genitori, al riconoscimento del cadavere non la riconoscono, e Alice e Marquand scoprono che la vittima si era recentemente unita al gruppo ribelle. Commossa dal tragico destino della piccola Ada, Alice si mette in pericolo per salvarla.

## #Combatti!#Combatti!
- Titolo originale: Fight
- Diretto da: Akim Isker
- Scritto da: Martin Brossolet e Jefrey Frohner

### Trama
Il corpo di una donna viene ritrovato in un parco, e il marito non ha mai capito perché se ne fosse andata sei mesi prima, dopo aver schiaffeggiato la loro bambina. Alice e Marquand scoprono che la vittima partecipava a combattimenti clandestini di lotta libera, uno sport da combattimento vietato in Francia. Per Alice si complica la situazione: Chahine parte per la Nigeria e lei si occupa di Ada.

## Una vita in più
- Titolo originale: Une vie de plus
- Diretto da: Akim Isker
- Scritto da: Martin Brossolet e Jeffrey Frohner

### Trama
Una ragazza viene strangolata con il filo di una cuffia da gioco, avendo superato la dipendenza da videogiochi. Alice e Marquand si mettono sulle tracce di un giocatore di cui nessuno conosce né il nome né il volto. Victor avverte Alice che Adia si trova in una brutta situazione e ciò potrebbe metterlo nei guai seri.

## Affari di famiglia
- Titolo originale: Affaires de famille
- Diretto da: Julien Zidi
- Scritto da: Martin Brossolet e Jeffrey Frohner

### Trama
Il corpo di una donna viene ritrovato in una valigia, in mezzo ad una discarica, ma aveva appena avuto un bambino che non si trova. Per Alice è giunto il momento di aprire le scatole che Léa ha lasciato Marquand.

## L'ultimo ricorso
- Titolo originale: Dernier recours
- Diretto da: Julien Zidi
- Scritto da: Martin Brossolet e Jeffrey Frohner

### Trama
Un uomo viene ucciso davanti ai cancelli del palazzo e sa da chi, e il primo marito di sua moglie, lo ha accusato per dieci anni di aver ucciso sua figlia e la prescrizione cade in tre giorni. Alice scopre che Chahine non sarebbe mai stato preso in ostaggio.

## La mia vita per la tua
- Titolo originale: Ma vie pour la tienne
- Diretto da: Eric Le Roux
- Scritto da: Jean-Charles Paugam e Gérôme Rivière

### Trama
Una ragazza viene uccisa in mezzo alla strada, ma si scopre che ha avuto un trapianto di rene qualche settimana prima. Chahine torna dopo aver seguito il messaggio di Alice per perdonarla.

## Una donna che condiziona
- Titolo originale: Una femme d'influence
- Diretto da: Eric Le Roux
- Scritto da: Maxime Grovare e Martin Brossolet

### Trama
Una chef stellata viene uccisa col collo spezzato, era partita il giorno prima in pieno servizio con una scatola di amaretti. Il mistero si infittisce quando in casa sua viene ritrovato il passaporto falso di un migrante siriano. Alice cede a Chahine, aiutandola a vedere Ada per l'ultima volta.